# 易安迪E系列
易安迪E系列（英語：EMD E-unit）是美国通用汽车易安迪公司（EMD）以及其前身电气动力公司（EMC）推出的一个干线客运柴油机车系列。从1937年5月开始投入生产直到1963年12月停产为止，易安迪公司共生产了1,349台E系列柴油机车，全部都是在伊利诺伊州拉格兰奇的机车制造厂完成总装。

## 发展历史
最初以生产汽油轨道车辆为主要业务的电气动力公司，于1930年连同温顿发动机公司被通用汽车公司收购之后 ，决定放弃发展汽油客车并将重心转移至柴油机车。1933年，通用汽车成功研制了8气缸、直立式、600马力的8-201型二冲程柴油机，同时还试制了12气缸、V形排列的12-201A型柴油机，交付美国海军及用于潜艇推进动力的试验。1934年，经过改良的8-201A型柴油机被率先装用于伯灵顿铁路的先鋒者微風號列車，这列流线型快速旅客列车的面世成为当时在美国轰动一时的新闻，不久之后包括联合太平洋铁路、缅因州中央铁路等铁路公司，亦相继订购了类似的列车并投入营运。
这些早期的柴油动车组列车可算是相当成功的产品，这些列车以可靠表现和优越性能，为柴油机车展示了巨大的发展前景。一些铁路公司比如巴爾的摩與俄亥俄鐵路、艾奇遜，托皮卡和聖塔菲鐵路等，亦开始希望电气动力公司为他们研制干线柴油机车，而不仅仅是固定编组的列车组，以取代运用成本较高且检修维护复杂的蒸汽机车。1937年，电气动力公司正式推出E系列干线客运柴油机车，第一代的E系列共有三款大同小异的车型，分别是为巴爾的摩與俄亥俄鐵路提供的EA/EB型柴油机车、为聖塔菲鐵路提供的E1型柴油机车，以及为联合太平洋铁路、芝加哥和西北鐵路、南太平洋鐵路提供的E2型柴油机车。由于这几种机车的单节功率均为1800马力，因此取1800马力（Eighteen hundred HP）的英文首字母为名，E系列的名称亦由此而来。
E系列柴油机车与其他早期的客运柴油机车一样，都是采用单节双柴油发电机组的设计。机车可分为设有司机室的A节机车和无司机室的B节机车，可根据列车牵引重量构成不同功率等级的机车组。每节机车装有两组完全相同的柴油发电机组，电传动系统由两台直流牵引发电机和四台直流牵引电动机组成。EA/EB、E1、E2型柴油机车作为的E系列的第一代车型，采用温顿发动机公司的12-201A型二冲程柴油机作为动力装置，柴油机装车功率为2×900马力。车体外观方面，作为老牌汽车制造商的通用汽车深知车辆外形设计的重要性，因此在这三款柴油机车均采用了创新的流线型外形，其中EA/EB、E1型柴油机车使用俗称为“斜鼻子”（slant nose）的车头，而E2型柴油机车则使用俗称为“斗牛犬”（bulldog nose）的车头。E系列机车均采用A1A-A1A轴式配置，走行部为两台由马丁·布贝格设计的布贝格式三轴转向架，转向架的中间轴没有牵引电动机。
1930年代末，易安迪公司又推出了第二代的E3、E4、E5、E6型柴油机车，这几种机车均采用了新一代的12-567型柴油机，柴油机装车功率提高至2×1000马力，车体外观方面则沿用了“斜鼻子”车头。1945年，易安迪公司推出了第三代的E7型柴油机车，成为整个E系列柴油机车当中销量最佳的车型，该型机车的特点是采用了经过改良的12-567A型柴油机，以及与F系列柴油机车统一的“斗牛犬”车头。1949年，易安迪公司推出了采用12-567B型柴油机的E8型柴油机车，柴油机装车功率进一步提高至2×1125马力。1954年，易安迪公司推出整个E系列当中第十款亦是最后一款的E9型柴油机车，该型机车装用经过强化的12-567C型柴油机，柴油机装车功率达到2×1200马力。

## 车型列表
| 型号  | 生产年份      | A节数量 | B节数量 | AAR轴式 | 柴油机  | 单节功率             | 照片 |
| ----- | ------------- | ------- | ------- | ------- | ------- | -------------------- | ---- |
| EA/EB | 1937年—1938年 | 6       | 6       | A1A-A1A | 12-201A | 1,800 hp（1,340 kW） |      |
| E1    | 1937年—1939年 | 8       | 3       | A1A-A1A | 12-201A | 1,800 hp（1,340 kW） |      |
| E2    | 1937年        | 2       | 4       | A1A-A1A | 12-201A | 1,800 hp（1,340 kW） |      |
| E3    | 1938年—1940年 | 17      | 2       | A1A-A1A | 12-567  | 2,000 hp（1,490 kW） |      |
| E4    | 1939年        | 14      | 5       | A1A-A1A | 12-567  | 2,000 hp（1,490 kW） |      |
| E5    | 1940年—1941年 | 11      | 5       | A1A-A1A | 12-567  | 2,000 hp（1,490 kW） |      |
| E6    | 1939年—1942年 | 91      | 26      | A1A-A1A | 12-567  | 2,000 hp（1,490 kW） |      |
| E7    | 1945年—1949年 | 428     | 82      | A1A-A1A | 12-567A | 2,000 hp（1,490 kW） |      |
| E8    | 1949年—1954年 | 449     | 46      | A1A-A1A | 12-567B | 2,250 hp（1,680 kW） |      |
| E9    | 1954年—1964年 | 100     | 44      | A1A-A1A | 12-567C | 2,400 hp（1,790 kW） |      |